# Сокотски калифат
Калифат Сокото је назив за бившу државу у западној Африци. Постојао је од 1804. до 1903. године и заузимао је подручје данашње северне Нигерије. Ово је била најмоћнија држава у западној Африци у 19. веку. Престонице Калифата биле су Гуду, Сокото и Бирнин Кони, а службени језик је био арапски. Главни говорни језици били су хауса и фулани. Калифат је основан током Фулани рата од стране Османа дан Фодиа. Укључивао је око 30 емирата, а у њему је живело око 10. милиона људи. Калифат Сокото су покорили Британци 1903. године и његову територију укључили у свој Протекторат Северна Нигерија. Границе калифата чине данашњи Камерун, Буркина Фасо, Нигер и Нигерија. Распуштен је када су Британци и Немци освојили ову област 1903. и припојили је новоуспостављеном Протекторату Северне Нигерије и Камеруну.
Калифат је настао након што је хауски краљ  Јунфа огранизвао атента на Усмана дан Фодија 1802. Да би избегао прогон, Усман и његови следбеници су мигрирали у Гуду у фебруару 1804. Усманови следбеници су се заклели на верност Усману као команданту верних (Amīr al-Muʾminīn). До 1808. Сокотски калифат је преузео контролу над неколико нигеријских држава. Под шестим калифом Ахмадуом Руфајем, држава је достигла свој максимум, покривајући скоро целу Западну Африку. Године 1903, дванаестог и последњег калифа Атахира су усмртиле британске снаге, што је довело до краја калифата.
Развијен у контексту више независних Хауских краљевстава, на свом врхунцу, калифат је повезивао преко 30 различитих емирата и преко 10 милиона људи у најмоћнијој држави у региону и једној од најзначајнијих империја у Африци у деветнаестом веку. Калифат је био лабава конфедерација емирата која је признала врховну власт Амира ал-Му'минина, султана од Сокота. Калифат је донео деценије економског раста у целом региону. Процењује се да је 1 - 2,5 милиона немуслиманских робова заробљено током Фуланског рата. Робови су радили на плантажама, али су такође могли да добију слободу под условом преласка на ислам. До 1900. Сокото је имао „најмање милион, а можда чак 2,5 милиона робова“.
Иако су европски колонисти укинули политичку власт калифата, титула султана је задржана и остаје важна верска позиција за сунитске муслимане у региону до данашњих дана. Џихад Усмана дан Фодија дао је инспирацију за низ повезаних џихада у другим деловима Суданске саване и Сахела далеко изван граница данашње Нигерије, што је довело до оснивања исламских држава у регионима који ће постати Сенегал, Мали, Обала Слоноваче, Чад, Централноафричка Република и Судан.

## Историја

### Залеђина
Највећа сила у региону у 17. и 18. веку било је Борну царство. Међутим, револуције и успон нових сила смањили су моћ Борну царства и до 1759. његови владари су изгубили контролу над градом у оази Билма и приступ транссахарској трговини. Васални градови царства постепено су постајали аутономни, а резултат је до 1780. године био политички низ независних држава у региону.
Пад Сонгајског царства 1591. под Мароко је такође ослободио већи део централног Билад ас-Судана, а известан број Хауса султаната предвођених различитим Хауса аристократијама је ојачао да попуни празнину. Три најзначајнија за развој су султанати Гобир, Кеби (оба у долини реке Рима) и Замфара, сви у данашњој Нигерији. Ова краљевства су учествовала у честом ратовању једних против других, посебно у вршењу рација робова. Да би платили стално ратовање, наметнули су високе порезе својим грађанима.
Регион између реке Нигер и језера Чад био је углавном насељен Фуланима, Хауса и другим етничким групама које су емигрирале у то подручје као што су Туарези.
Велики део становништва је прешао на ислам у ранијим вековима; међутим, локална паганска веровања су опстала у многим областима, посебно међу аристократијом. Крајем 1700-их година дошло је до успона исламског проповедања широм краљевстава Хауса. Један број проповедника је био повезан у заједничком Тарикату исламског проучавања. Маликијски научници су били позивани или су путовали у земље Хауса из Магреба и придружили су се судовима неких султаната као што је Кано. Ови научници су проповедали повратак привржености исламској традицији. Најважнији од ових научника је Мухамед ал-Магили, који је донео маликијску јуриспруденцију у Нигерију.

### Фулански ратови
Усман дан Фодио, исламски учењак и урбанизовани Фулан, активно је образовао и проповедао у граду Гобиру уз одобрење и подршку Хауског руководства града. Међутим, када је Јунфа, бивши ученик дан Фодија, постао султан Гобира, ограничио је активности дан Фодија, на крају га присиљавајући да оде у изгнанство у Гуду. Велики број људи је напустио Гобир да би се придружио дан Фодију, који је такође почео да окупља нове присталице из других региона. Осећајући се угроженим од стране свог бившег учитеља, султан Јунфа је 21. фебруара 1804. објавио рат дан Фодију 21 фебруара 1804.
Усман дан Фодио је изабран од стране његових следбеника за „заповедника верних“, чиме је обележен почетак Сокотске државе. Усман дан Фодио је тада створио известан број заставоноша међу онима који су га пратили, стварајући рану политичку структуру царства. Објављујући џихад против Хауских краљева, дан Фодио је окупио своје првенствено фуланске „ратнике-учењаке“ против Гобира. Упркос раним губицима у бици код Цунтуе и другде, снаге дан Фодија су почеле да преузимају неке кључне градове почевши од 1805. године. Фулани су користили герилски рат да преокрену сукоб у своју корист, и прикупили су подршку цивилног становништва, које је почело да презире деспотску власт и високе порезе Хауских краљева. Чак су и неки немуслимански Фулани почели да подржавају дан Фодија. Рат је трајао од 1804. до 1808. и резултирао је хиљадама мртвих. Снаге дан Фодија су успеле да заузму државе Кацина и Даура, важно краљевство Кано 1807, и коначно освојиле Гобир 1809. Исте године Мухамед Бело, син дан Фодија, основао је град Сокото, који је постао главни град Сокотске државе.
Џихад је створио „нову робовску границу на основу подмлађеног ислама“. До 1900. држава Сокото је имала „најмање милион, а можда и чак 2,5 милиона робова“, друга пор бројности једино после Сједињених Држава (које су имале 4 милиона 1860. године) међу свим модерним робовласничким друштвима. Међутим, у држави Сокото је било много мање разлике између робова и њихових господара.